# Neotoma mexicana
Neotoma mexicana is een zoogdier uit de familie van de Cricetidae. De wetenschappelijke naam van de soort werd voor het eerst geldig gepubliceerd door Baird in 1855.

## Voorkomen
De soort komt voor van de Verenigde Staten en het binnenland van  Mexico tot het hoogland van Guatemala, El Salvador en het westen van Honduras